# Клімат Латвії
Клімат Латвії відноситься до характерного для Європи типу Cfb за класифікацією Кеппена (вологий морський клімат з коротким сухим літом).]]

## Загальний опис
Для Латвії характерна нестійкість погоди, а також підвищена вологість і дощі. У році велика кількість похмурих (близько 150) і хмарних (більше 100) днів.
У порівнянні з центральними районами Європейської частини Росії, а також з Естонією, Литвою та Білоруссю в Латвії сильніше виражені ознаки морського клімату - підвищена вологість, невелика річна амплітуда температур, зимові снігові грози, нестійкість погоди. На клімат впливає близькість Атлантичного океану, рельєф, відстань до моря (посилення континентальності в міру віддалення від нього).
Клімат Латвії, морський в прибережних областях і континентальний в центральній частині країни, характеризується досить високим щорічним кількістю опадів (від 500 до 800 міліметрів).
Кількість сонячних днів протягом року від 30 до 40. Місяць, в якому зазвичай випадає найменше опадів, а кількість сонячних днів досягає щорічного максимуму - травень. Вітри в Латвії переважають південно-західні.
У літні місяці в Латвії досить прохолодно, середня температура повітря з червня по серпень становить приблизно +18 ° C. Однак зими тут відрізняються м'якістю, в найхолоднішому місяці року - січні температура повітря зазвичай тримається на рівні -5 ° C. Природні аномалії, коли в Латвії трапляються сильні морози або виражена спека, відбуваються вкрай рідко.

### Сезони і регіони
У Латвії є чотири виражених сезони.
Зима - з середини грудня до початку березня (температура від +5 до -30). Латвійські зими м'які, снігові і туманні; сніг лежить понад 80 днів на рік, земля промерзає на 20-60 см. Більше половини вод латвійських річок Даугави, Венти, Лиелупе і Муси є талий сніг.
У столиці Латвії в грудні денна температура повітря становить + 1 ° С, вночі відмітка падає нижче нуля. Реєструється 37 мм опадів. На сході країни все частіше спостерігаються садки у вигляді снігу. Температура води в морі досягає + 4 ° С. Грудень - самий вітряний місяць в Латвії з поривами, що перевищують 5,5 м / с.
Середня січнева температура повітря вдень у столиці коливається від -1,1 ° С до + 2 ° С, вночі стовпчик термометра падає до позначки -2,3 ° С. Реєструються заморозки до -14 ° С. На заході Латвії холодніше. Середньодобовий діапазон температур тут становить -3 ° С ... -20 ° С. В країні випаадет 37-40 мм опадів на місяць. Пориви вітру досягають 4 м / с. У січні найменша кількість сонячних годин у добі. Температура води в морі дорівнює нулю.
У лютому в Ризі середня температура повітря днем досягає меж -1,3 ° С, вночі - близько -4,2 ° С. У Даугавпілсі і Цесисе (схід) термометр показує -2,9 ° С і -6,1 ° С, відповідно. У лютому випадає 25-40 мм опадів. На південному сході це саме посушливу пору року: за місяць реєструється 29 мм опадів. Швидкість повітряних мас досягає 4,5 м / с. Температура води в морі залишається на позначці нуль.
Весна - з березня до початку червня (від 0 до +15). Весна - сухий і відносно прохолодний сезон, вегетація починається в квітні.
За винятком південного сходу, березень в Латвії посушливий. Середня кількість опадів на місяць не перевищує 30 мм, а в Даугавпілсі (південний схід) - 32 мм. Температура повітря з настанням весни піднімається в межах від -1 ° С до + 3 ° С, а на північному сході - від + 1 ° С до + 3 ° С. Швидкість вітру така ж, як і в попередні зимові місяці - 4,5 м / с. Вода в морі не прогрівається вище + 0,8 ° С.
У квітні в Латвії в світлий час доби температура повітря коливається в межах + 8 ° С, вночі повітря не охолоджується нижче нуля, в середньому + 2 ° С. Температура води в морі теж підвищується - до + 3,7 ° С. В місяці реєструється 4 дощові дні, снігопадів в квітні вже не спостерігається. Кількість опадів становить 43,6 мм. Пориви вітру - до 4 м / с.
У травні повітря в столиці Латвії прогрівається до + 10 ° С, а до кінця місяця позначка термометра сягає + 20 ° С. Нічний діапазон температур знаходиться в межах + 5 ° С ... + 15 ° С. Середня температура води в морі коливається від + 8 ° С до + 13 ° С. Кількість опадів зростає: в Ризі випадає до 54 мм, а в Кулдизі - до 42 мм. Травня самий безвітряний місяць у році. Швидкість вітру варіюється в залежності від регіону - 3,4-3,8 м / с.
Літо - з червня по вересень (в середньому близько +19). Влітку можливі короткочасні періоди спеки до +30.
На початку літа середня температура повітря днем знаходиться в межах + 19 ° С, в деякі дні стовпчик термометра показує до + 30 ° С. У нічний час показники знижуються до + 13 ° С ... + 23 ° С. Вода в морі прогрівається до 15-16 ° С вище нуля. У червні кількість опадів по всій країні становить в середньому 52 мм. Пориви повітряних мас досягають 4 м / с.
У липні в світлий час доби температура повітря знаходиться на позначці + 23 ° С, місцями реєструються скачки до + 28 ° С. Вночі стовпчик термометра опускається на 7-8 відміток. Температура води в Ризькій затоці і Балтійському морі коливається в межах + 17 ° С ... + 21 ° С. Липень - дощовий місяць в році. У столиці реєструється 79,2 мм опадів, на півдні - 63 мм. Швидкість вітру досягає 4 м / с.
У серпні середня температура повітря становить + 21 ° С ... + 22 ° С вдень, а вночі - до + 12 ° С ... + 14 ° С. На північному сході країни прохолодніше, денні показники термометра не перевищують + 20,5 ° С. Температура води в морі досягає позначки + 18 ° С. У серпні реєструється 62 мм опадів, з коливаннями від 58 мм до 65 мм в залежності від регіону. Швидкість вітру - 4,1 м / с.
Осінь - з вересня по середину грудня (від +10 до 0).
З настанням осені погодні умови в Латвії істотно не змінюються. Температурний режим в країні перебуває в межах + 16 ° С ... + 21 ° С в денний час. А вночі показники коливаються від + 8 ° С до + 11,3 ° С. Температура води знижується до + 17 ° С. В середньому в вересні реєструється 52 мм опадів. Швидкість вітру, як і раніше 4,0-4,1 м / с.
У жовтні температура повітря різко падає. У столиці та на заході днем термометр показує + 8 ° С ... + 10 ° С, вночі стовпчик опускається до + 5 ° С. На сході в цей час показники термометра не піднімаються вище + 8 ° С, а вночі температурний режим коливається в межах + 2 ° С ... + 3 ° С. Температура води опускається на позначку + 10 ° С. Опадів в цьому місяці трохи, до 42 мм. Швидкість вітру зростає, складаючи 4,6 м / с.
У листопаді в Латвії температура повітря днем вже не піднімається вище + 5 ° С. Вночі термометр показує + 2 ° С ... + 3 ° С. На сході показники падають до мінусових температур. Швидкість вітру продовжує рости, 4,7 м / с. В місяці випаде 36-40 мм опадів. Температура води в морі досягає + 4 ° С ... + 6 ° С.
Незважаючи на відсутність великих форм рельєфу, в Латвії виділяють чотири кліматичні зони, кожна з яких має свої особливості. Вони приблизно збігаються з історико-культурними областями:
- Морське узбережжя і Земгале: відносно сухий і теплий клімат (600 мм опадів, середня температура січня -3 ° С, липня до + 18 ° C), займає 25% території країни;
- Латгале: більша кількість опадів, холодні зими (700 мм опадів, середня температура січня до -5 ° С, липня +17,5 ° C), 28% території;
- Видземе: висока вологість, самий холодний клімат (700-850 мм опадів, середня температура січня до -7 ° С, липня до +16,5 ° C), 30% території;
- Курземе: м'який клімат з середньою вологістю (700-850 мм опадів, середня температура січня до -4 ° С до + 17,5 ° С), 17% території.

Середньорічна температура в Латвії - +5,9 ° C. Середня температура в січні коливається від -0,5 до -5 ° C, в липні досягає 17,5-18,5 тепла.
Латвія піддається впливу глобального потепління. У XX столітті середньорічна температура повітря зросла на градус, а температура в Ризі - на 1,8 градуса.
Країна підписала Рамкову конвенцію ООН про зміни клімату в червні 1992 року і ратифікувала її трьома роками пізніше.

### Вологість
Зважаючи на близькість Балтійського моря повітря зазвичай вологий, погода часто вітряна, взимку нерідкий туман.
Середньорічна вологість - 81%, в травні опускається до 71%, а в листопаді і грудні підвищується до 88%. У рік випадає близько 600-700 мм опадів, зокрема, взимку трапляються рясні снігопади, а влітку і восени - проливні дощі. Майже три чверті дощів проходить в період з квітня по жовтень.
Висока вологість викликає необхідність штучного осушення ґрунтів для потреб сільського господарства, так як більше 90% ґрунтів, придатних для землеробства, мають надлишок води.

### Вітер і сонце
Вітри переважно дмуть з півдня, південного заходу і з заходу; самі вітряні місяці - листопад, грудень і січень (середня швидкість вітру 4 м / с).
У році налічується близько 1790 сонячних годин, з травня по серпень сонце світить 8-10 годин в день, а пізно восени - 2-3 години.
Кліматичні умови Латвії загалом сприятливі для розвитку різних галузей народного господарства, курортної справи.

## Кліматограми найбільших міст
| Клімат Рига             | Клімат Рига | Клімат Рига | Клімат Рига | Клімат Рига | Клімат Рига | Клімат Рига | Клімат Рига | Клімат Рига | Клімат Рига | Клімат Рига | Клімат Рига | Клімат Рига | Клімат Рига |
| Показник                | Січ.        | Лют.        | Бер.        | Квіт.       | Трав.       | Черв.       | Лип.        | Серп.       | Вер.        | Жовт.       | Лист.       | Груд.       |             |
| Середня температура, °C | −2,7        | −2,3        | 1           | 5,9         | 11,6        | 16,5        | 18,9        | 18,4        | 14,2        | 8,5         | 4,5         | 1           |             |
| ----------------------- | ----------- | ----------- | ----------- | ----------- | ----------- | ----------- | ----------- | ----------- | ----------- | ----------- | ----------- | ----------- | ----------- |

| Клімат Юрмала           | Клімат Юрмала | Клімат Юрмала | Клімат Юрмала | Клімат Юрмала | Клімат Юрмала | Клімат Юрмала | Клімат Юрмала | Клімат Юрмала | Клімат Юрмала | Клімат Юрмала | Клімат Юрмала | Клімат Юрмала | Клімат Юрмала |
| Показник                | Січ.          | Лют.          | Бер.          | Квіт.         | Трав.         | Черв.         | Лип.          | Серп.         | Вер.          | Жовт.         | Лист.         | Груд.         |               |
| Середня температура, °C | −2            | −2            | 1,1           | 5,6           | 11,1          | 16            | 18,6          | 17,9          | 14,1          | 8,6           | 4,7           | 1,1           |               |
| ----------------------- | ------------- | ------------- | ------------- | ------------- | ------------- | ------------- | ------------- | ------------- | ------------- | ------------- | ------------- | ------------- | ------------- |

| Клімат Даугавпілс       | Клімат Даугавпілс | Клімат Даугавпілс | Клімат Даугавпілс | Клімат Даугавпілс | Клімат Даугавпілс | Клімат Даугавпілс | Клімат Даугавпілс | Клімат Даугавпілс | Клімат Даугавпілс | Клімат Даугавпілс | Клімат Даугавпілс | Клімат Даугавпілс | Клімат Даугавпілс |
| Показник                | Січ.              | Лют.              | Бер.              | Квіт.             | Трав.             | Черв.             | Лип.              | Серп.             | Вер.              | Жовт.             | Лист.             | Груд.             |                   |
| Середня температура, °C | −4,7              | −4,1              | 0,5               | 6,5               | 12,6              | 16,8              | 18,6              | 17,4              | 13                | 7                 | 2,9               | −1,2              |                   |
| ----------------------- | ----------------- | ----------------- | ----------------- | ----------------- | ----------------- | ----------------- | ----------------- | ----------------- | ----------------- | ----------------- | ----------------- | ----------------- | ----------------- |

## Рекорди
1. Найбільша зафіксована швидкість вітру - 30 м / с з поривами до 48 м / с.
2. Максимальна зареєстрована температура повітря - +37,8 градусів тепла в Вентспілсі 4 серпня 2014 року